# Piège à hommes
Pour plus de détails, voir Fiche technique et Distribution.
Piège à hommes est un film français réalisé par Jean Loubignac et sorti en 1949.

## Synopsis
Un gangster, arrêté par la police, parvient à s'évader pendant son transfert vers Paris. Il se réfugie en banlieue où l'attendent ses complices et sa maîtresse.

## Fiche technique
- Titre : Piège à hommes
- Réalisation : Jean Loubignac
- Scénario : Jean Loubignac, André Haguet
- Décors : Raymond Druart
- Photographie : Alphonse Lucas
- Montage : Pierre Delannoy
- Musique : Vincent Scotto
- Producteur : Claude Dolbert
- Société de production : Codo Cinéma
- Pays :  France
- Genre : Policier
- Durée : 85 minutes
- Date de sortie : 
  - France - 2 février 1949
- Affiches : Fernand François, Clément Hurel (France)

## Distribution
- Albert Préjean : Bobby
- Micheline Francey : Yvette
- Junie Astor : Nadia
- Georges Vitray : Bastien
- Luce Feyrer : Fernande
- Claude Nicot : Milo
- Hélène Pépée : La bonne
- René Worms : le directeur du journal
- René Hell : Jo la Pincette
- Charles Lemontier : Le pêcheur
- Philippe Richard
- Rachel Devirys
- René Worms
- Abel Jacquin
- Pierre Labry
- Julien Maffre
- Marcel Rouzé